# Wartburg

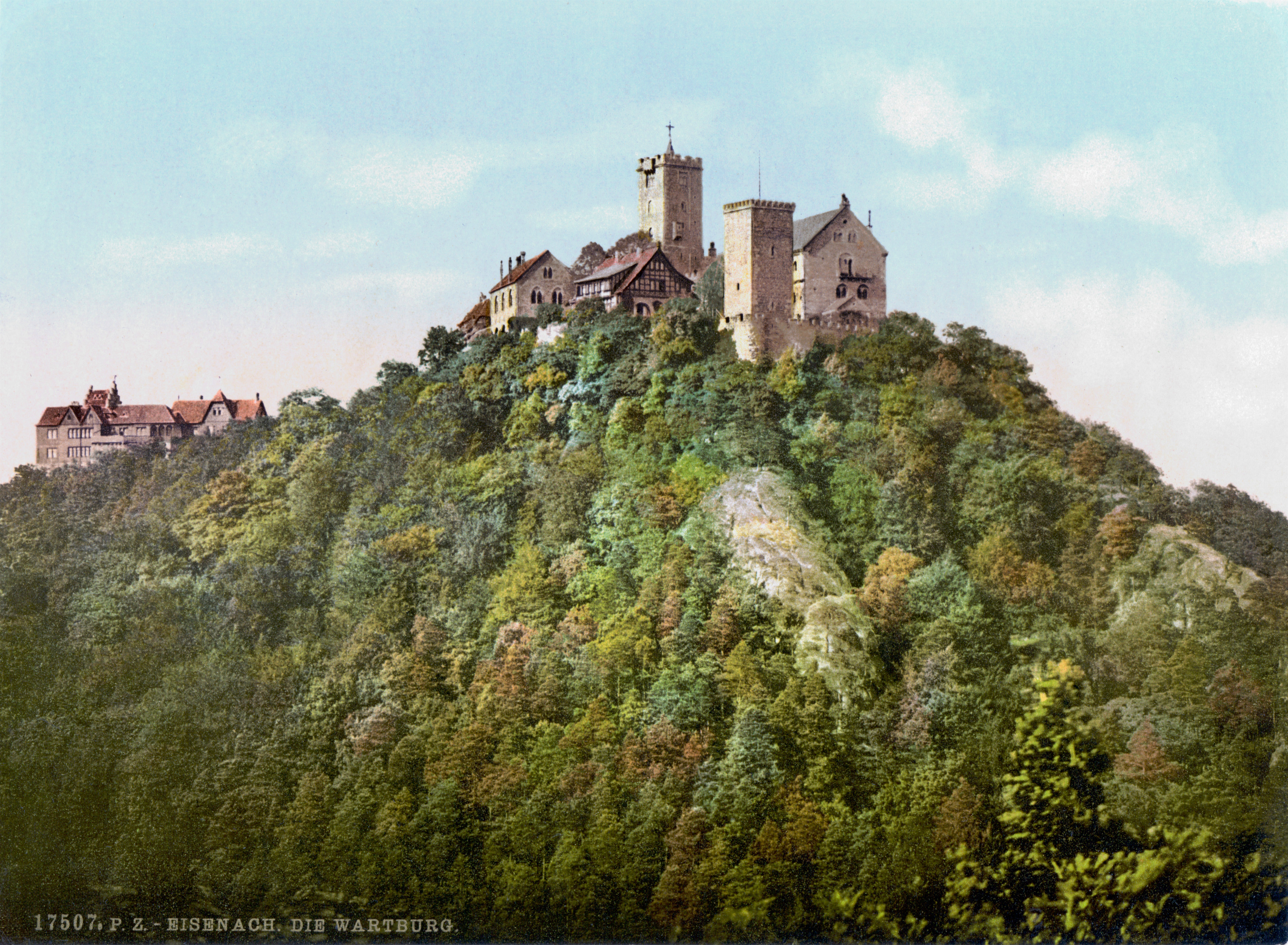
Hrad Wartburg v roce 1900

Hrad Wartburg se nachází v německé spolkové zemi Durynsko nad městem Eisenach v severozápadním cípu Durynského lesa. Rozkládá se v nadmořské výšce 394 m. Založen byl roku 1067 durynským hrabětem Ludvíkem řečeným Skokan. Do vymření starých durynských lankrabat z rodu Ludowingů hrabětem Jindřichem Raspem (1247) byl hrad nedobytnou residencí této dynastie a sídlem purkrabího.

## Historie
Za doby Heřmana I. (1190–1216) byl Wartburg hlavním městem německého básnictví a podle legend též dějištěm skvělých pěveckých soubojů.
Následně, když Durynsko připadlo Míšeňskému markrabství, přijal Albrecht der Entartete, který dostal od svého otce Heinricha der Erlauchtena nově získanou zemi, jako svoje sídlo opět hrad Wartburg. Stejně tak zde sídlili i jeho nástupci až po Balthasara, posledního hraběte, který na Wartburgu sídlil a který zemřel v roce 1406. Jeho syn Friedrich der Einfältige navštěvoval hrad svého otce jen zřídka a po jeho smrti Durynsko připadlo zpět míšeňské linii Wettinů (1440). Tím přestal Wartburg definitivně sloužit jako hraběcí residence.
Ještě jednou v historii získal hrad Wartburg na krátký čas význam pro německou historii. Bylo to v letech 1521 až 1522, kdy se zde jako „mladý šlechtic Jörg“ ukrýval reformátor Martin Luther. Během svého pobytu na hradě přeložil do němčiny Nový zákon.
V prosinci roku 1999 byl Wartburg zapsán na seznam světového kulturního dědictví UNESCO.

### Wartburská slavnost
Wartburská slavnost se uskutečnila při příležitosti třístého výročí německé reformace a výročí bitvy u Lipska 18. října 1817, kterou zorganizovali členové jenského buršáckého spolku. V průběhu slavnosti došlo k pálení knih, které symbolizovaly německou nesvobodu. Tato místní událost však doznala celoevropské reakce. Byla vnímána jako součást širokého liberálního spiknutí.

## V seznamu UNESCO
V prosinci roku 1999 byl Wartburg zapsán na seznam světového kulturního dědictví UNESCO.